# Gogita Gogua
Gogita Gogua (georgiska: გოგიტა ხაზიზის ძე გოგუა, Gogita Chazizis dze Gogua), född 4 oktober 1983 i Tbilisi, är en georgisk fotbollsspelare som sedan i juli 2013 spelar för ryska FC SKA-Energiya Khabarovsk. Han spelar i huvudsak som mittfältare.
Sedan 2005 spelar Gogua även för Georgiens herrlandslag i fotboll, för vilket han hittills gjort 1 mål. Gogua har spelat i flertalet ryska och georgiska klubbar under sin karriär. 